# São Desidério
São Desidério est une municipalité brésilienne de l'État de Bahia et la microrégion de Barreiras.